# Сердюков, Михаил Иванович
Михаил Иванович Сердюков (при рождении Бароно Силингинов или Бароно Имегенов; 1678—1754) — российский купец монгольского происхождения, судостроитель, выдающийся гидротехник-самоучка,  известный спасением и  развитием Вышневолоцкой водной системы — важнейшей транспортной артерии России в XVIII веке и первой половине XIX века сыгравшей исключительную роль в строительстве и развитии новой имперской столицы — Санкт-Петербурга и её продовольственной безопасности. Фактический создатель крупнейшей гидротехнической системы Европы XVIII века.

## Детство
В Калмыкии Михаил Иванович Сердюков считается калмыком, например, в книге И. В. Борисенко «Калмыки в русском изобразительном искусстве», (Элиста, 1982). Такие утверждения основываются на показаниях некоторых современников. Например, камер-юнкер Ф. В. Берхольц в своём дневнике называет Сердюкова калмыком.
Согласно, архивным материалам, обнаруженным В. С. Виргинским и М. Я. Либерманом, Бароно Силингинов родился в 1678 году в Монголии, на берегу реки Селенги. Его отец Имэгэн-Силиген был мастером по производству луков и сёдел. На воспитание Бароно отдали в буддийский монастырь. В возрасте 13 лет после одной из пограничных стычек он попал в Селенгинский острог, а затем в Енисейск. В Енисейске Иван Михайлович Сердюков — приказчик московского гостя —  выкупил Бароно за 10 рублей. Сердюков крестил мальчика, дал ему свою фамилию и отчество. После крещения Михаила отдали в обучение дьяку. Он быстро научился говорить по-русски, читать и писать.
Сохранились также протоколы допроса Михаила Ивановича в Синодальной канцелярии. Сердюков называет имя своего отца — Силиген Зонтохонов. Отец делал луки и стрелы, ходил с торговыми караванами в Китай для торговли лошадьми. По показаниям Сердюкова в России он оказался в 1691 году — был захвачен в плен детьми Демьяна Многогрешного. В Енисейск его перевёз казак Иван Волосов.
Кроме протокола допроса Синодальной канцелярии, существуют статейные списки Ф. А. Головина. Статейные списки Головина составлялись непосредственно после событий, тогда как Сердюков давал показания Синодальной канцелярии в зрелом возрасте, и мог перепутать факты своего детства.
Согласно статейному списку Бароно был сыном табангутского тайши (князя) Заб-Ирдени. Тайша кочевал недалеко от Селенгинского острога (табангуты перекочевали в нынешную Бурятию лишь в I ч. XVIII в.).  Тайша передал сына на воспитание своему брату — Тюрлюсуну. В 1689 году Тюрлюсун принял решение перейти в российское подданство, и перекочевал на территорию России. О том, что с Тюрлюсуном приехал сын тайши, стало известно в Селенгинском остроге, и для дознания из острога был послан подьячий Фёдор Удачин. 9 октября 1689 года Фёдор Удачин «учинил допрос». После этого Бороной, его дядя с женой и слугами были доставлены в Удинский острог. Им было назначено денежное содержание, а сам Ф. А. Головин подарил шелковые ткани.

## В России
В 1695 году Михаил Иванович Сердюков попал в Москву. Приказчик Иван Михайлович Сердюков по торговым делам бывал в Архангельске, Астрахани, Персии. В этих поездках его сопровождал Михаил (Бароно).
В 1700 году Иван Сердюков умер. Михаил Иванович поступил на службу к московскому купцу Матвею Григорьевичу Евреинову. В лавке Евреинова Пётр I познакомился с Михаилом Ивановичем. В 1700 году Пётр I распорядился записать Сердюкова в новгородское купечество, и поручил ему исполнение подрядных работ. Во время Северной войны Сердюков поставлял для армии крупные партии хлеба и муки.
В 1705 году Михаил Иванович женился на дочери подьячего Новгородской таможни Анне Филипповне. Сердюков арендовал землю у Вышнего Волочка, где построил винокуренный завод. Во время строительства голландскими специалистами Вышневолоцкого канала Сердюков интересовался ходом строительства, пытался самостоятельно изучать гидротехнику. Канал был построен неудачно и работал с большими перебоями. Весной 1718 года паводком были повреждены шлюзы и канал перестал функционировать. Сердюков дважды (в 1718 и 1719 годах) обращался к Петру I с предложениями отремонтировать канал. Пётр I вызвал Сердюкова в Санкт-Петербург, ознакомил его с планом переустройства Вышневолоцкой системы, и подарил ему книгу французского гидротехника Буйе «О способах, творящих водохождение рек свободное».
Сердюкову пришли в голову сразу несколько выдающихся гидротехнических идей. Первая состояла в том, чтобы перегородить течение Шлины, впадавшей в Цну ниже шлюзов, и заставить её слиться с Цной на участке между шлюзами, что увеличило бы уровень воды в Тверецком канале, а также позволило бы направлять воды Шлины и в сторону Цны-Мсты, и в сторону Тверцы, в зависимости от открытия гидротехнических сооружений. Второй идеей было создание нового канала со шлюзом, обходящего извилистый, неудобный для судоходства участок Цны, а на месте существующего шлюза на Цне устроить бейшлот (водоспуск), обеспечивающий необходимый уровень воды в Тверецком канале. Третьей идеей было перекрыть реку Цну плотиной выше Тверецкого канала, что должно было образовать первое в России водохранилище. Самый же необычный замысел был в том, чтобы перевести страдавший от дефицита воды водный путь на периодический режим работы, попеременно накапливая воду в водохранилище и выпуская её под очень большими караванами барок как смазочное масло; такая инженерная практика ранее в России не применялась. Сердюков оказался не только хорошим гидротехником, но и успешным организатором строительства. Все работы под его началом шли быстро, а обходились ему (по сравнению с казённым строительством) недорого. Реализация первых двух идей завершилась в 1722 году с полным успехом, и водная система пришла в судоходное состояние. Плотина с водохранилищем была построена в 1741 году.
29 июня 1719 года царским указом Михаилу Ивановичу Сердюкову был передан в частное управление Вышневолоцкий канал и шлюзы. К 1722 году Сердюков завершил ремонт канала и шлюзов, пропускная способность канала выросла в два раза. На реке Цне в 1740 — 1741 годах было создано искусственное водохранилище (Заводское) площадью 6 км², что дало возможность накапливать воду и поддерживать уровень воды в канале.
У Сердюкова появилось[когда?] множество врагов: ямские артели, которые лишились работы, монастырские власти, по землям которых прошёл канал и др. Имущество Сердюкова подвергалось нападениям (например, был подожжён кожевенный завод). Для охраны канала и заводов Сердюкова Пётр I усилил охрану[когда?].
Кроме поддержания Вышневолоцкой системы Сердюков строил различные суда; как для своих нужд, так и по государственным заказам. За свою деятельность Михаил Иванович получил в подарок от Петра I два золотых перстня.
В 1744 году Сердюкову были переданы от казны также и работы по чистке Боровицких порогов на реке Мсте, при этом казна гарантировала компенсацию его затрат. При выполнении этой работы Сердюков также проявил инженерный талант — он догадался запереть притоки Мсты плотинами, после чего обнажилось дно реки, что дало возможность вести работы по расчистке порогов весь летний сезон.
После смерти Петра I правительственная поддержка практически прекратилась. Средства за ремонт каналов выплачивались государством порою с 15-летней задержкой. После воцарения Анны Ивановны в 1730 году, Миних несколько раз пытался изъять Вышневолоцкую систему у Сердюкова. Михаила Ивановича несколько раз вызывали в Сенат для докладов.
По указу недавно вступившей на престол Елизаветы Петровны от 15 октября 1742 года, которая нередко благоволила старым соратникам своего отца, Михаил Иванович Сердюков был пожалован в потомственные дворяне.
Михаил Иванович Сердюков умер 4 декабря 1754 года, отпевался в Богоявленской церкви Николаевского Вышневолоцкого погоста, похоронен на старом приходском кладбище, которое до 1772 года располагалось в центре города Вышний Волочек (между двумя Торговыми Рядами, кладбище и могила не сохранились). На погосте Городолюбля (ныне кладбище в местечке Городолюбля Вышневолоцкого района Тверской области) на берегу Заводского водохранилища приблизительно в середине 1770-х годов был установлен кенотаф с надгробной плитой с именами Михаила и Ивана Сердюковых. Надгробный памятник сохранился до настоящего  времени.
В 1774 году Вышневолоцкие каналы были переданы в казённое управление.
В 1785 году Императрица Екатерина   II совершила путешествие по Вышневолоцкому водному пути. 
Принимавший участие в путешествии статс-секретарь императрицы Александр Васильевич Храповицкий был родным внуком М. И. Сердюкова, и он записывает в своём дневнике: «1785 г. …23 июня. Иоган Конрад Герард и другие Гидраулики похвалили шлюзы, изобретённые Сердюковым; приказано в честь ему поставить монумент». В Вышнем Волочке на следующий год были сооружены четыре гранитных обелиска – два по сторонам Тверецкого шлюза в устье Тверецкого канала, и два другие — у бейшлота Заводского водохранилища, рядом с усадьбой М. И. Сердюкова.
В 1912 году у символической могилы (кенотаф) Михаила Ивановича и Ивана Михайловича Сердюковых в погосте Городолюбля жители Вышнего Волочка установили памятник. В 2006 году на привокзальной площади Вышнего Волочка установили памятник Петру I и М. И. Сердюкову.

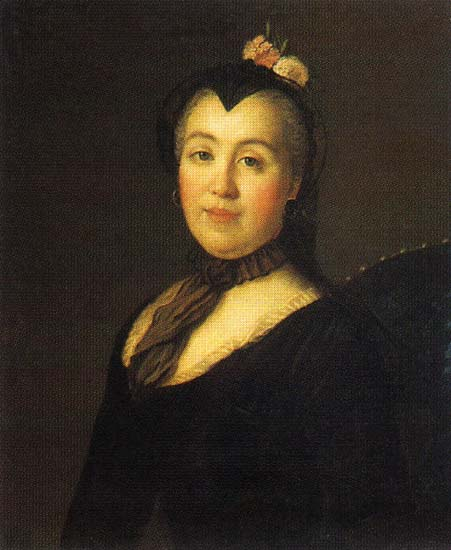
Дочь Сердюкова, Елена Храповицкая, на портрете Пьетро Ротари

## Дети
- Иван Михайлович Сердюков (1721—1761) — окончил гимназию при Российской Академии наук. После смерти отца управлял Вышневолоцкой системой. Женился на Анне (Евфимии) Акинфиевне Демидовой — дочери А. Н. Демидова. Утонул по нелепой случайности на заводском водохранилище 15 октября 1761 года[7]. Иван Михаилович Сердюков отпевался в Богоявленской церкви Николаевского Вышневолоцкого погоста, похоронен на старом приходском кладбище, которое до 1772 года располагалось в центре города Вышний Волочек (между двумя Торговыми Рядами, кладбище и могила не сохранились). На погосте Городолюбля (ныне кладбище в местечке Городолюбля Вышневолоцкого района Тверской области) на берегу Заводского водохранилища приблизительно в середине 1770-х годов был установлен кенотаф (пустая, символическая могила) с надгробной плитой с именами Михаила и Ивана Сердюковых. Надгробный памятник сохранился до настоящего  времени. Имел сына Михаила, который так же управлял Вышневолоцкой системой (до 1765 года), сына Петра и дочь Екатерину (в замужестве Сафонову), дочь которой Варвара стала первой супругой генерала Я.А. Потёмкина).
- Елена Михайловна Сердюкова (1723-1786), вышла замуж за генерал-майора Василия Ивановича Храповицкого (1719-1788). Их сын Александр Васильевич Храповицкий был обер-секретарём Сената, а потом и сенатором. На столь высокую карьеру которую он сделал, возможно повлияло то, что по циркулировавшим в столице слухам его мать была внебрачной дочерью Петра I и имела близкие дружеские отношения с дочерью Петра императрицей Елизаветой, чья родная старшая сестра Анна умерла в Голштинии в 20 лет  после родов будущим императором Петром III.  Елена Михайловна умерла в 1786 году, погребена была (по воспоминаниям её правнука Дмитрия Петровича Сушкова) в городе Свияжске Казанской губернии.

## В кино
Во второй серии художественного фильма «Пётр Первый» Михайло Сердюков изображён русским купцом с бородой.